# Aquis Plaza
Das Aquis Plaza (in früheren Planungsphasen Kaiserplatz-Galerie) ist ein Einkaufszentrum in der Aachener Innenstadt am östlichen Ende der Einkaufsstraße Adalbertstraße. Es reicht vom Willy-Brandt-Platz bis zum Kaiserplatz. Nach jahrelangen Vorbereitungen und Problemen, unter anderem beim Ankauf der erforderlichen Grundstücke, konnte die ECE-Gruppe am 16. Mai 2013 mit dem ersten Spatenstich die Abriss- und Aushubarbeiten auf dem Baufeld beginnen. Mitbeteiligt an der Entwicklung des Centers waren Strabag Real Estate und die Hamburger Blauraum Architekten. Am 16. Januar 2014 wurde die endgültige Baugenehmigung durch die Stadt Aachen erteilt. Mit einem Richtfest konnte am 21. Oktober 2014 die Fertigstellung des Rohbaus gefeiert werden. Die Eröffnung fand am 28. Oktober 2015 statt und soll mehr als 84.000 Besucher angelockt haben.

## Beschreibung

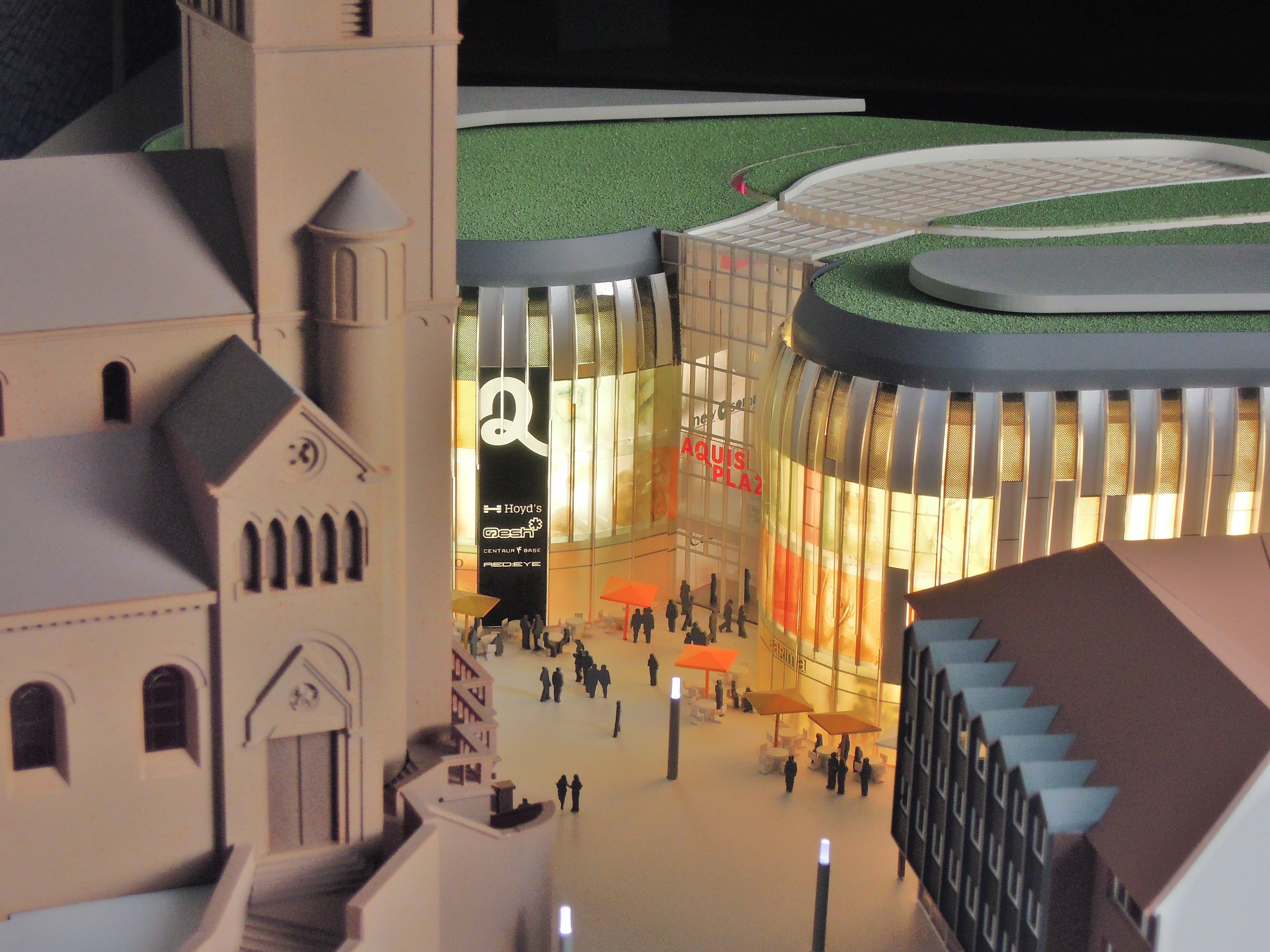
Modell des Eigentümers ECE Projektmanagement

Etwa 130 Einzelhandelsgeschäfte mit einer Verkaufsfläche von 29.200 m2 verteilen sich auf Basement, Erdgeschoss, 1. und 2. Etage des Einkaufszentrums, darunter große Handelsketten wie beispielsweise Sport Scheck, Zara, TK Maxx, Reserved, Media-Saturn-Holding und Rewe. Im Center sind rund 700 Beschäftigte angestellt.
Der Komplex besteht aus zwei Gebäudetrakten, die durch einen mit einem Glasdach versehenen Durchgangsweg vom Kaiserplatz zum Willy-Brandt-Platz verbunden sind. Dieser ist über alle vier Ebenen begehbar, die mit Treppen, Rolltreppen und Aufzügen miteinander verbunden sind.
Die Parkflächen verfügen über 600 Stellplätze und sind ausschließlich über den Kaiserplatz zu erreichen. Sie befinden sich über den Verkaufsebenen im 3. und 4. Obergeschoss. Ein „Car-Finder-System“ zum Wiederfinden des Stellplatzes ist vorhanden.
Das Modell des Einkaufszentrums wurde 2013 auf der Expo Real in München vorgestellt und sorgte für großes Aufsehen.

## Entstehungsgeschichte

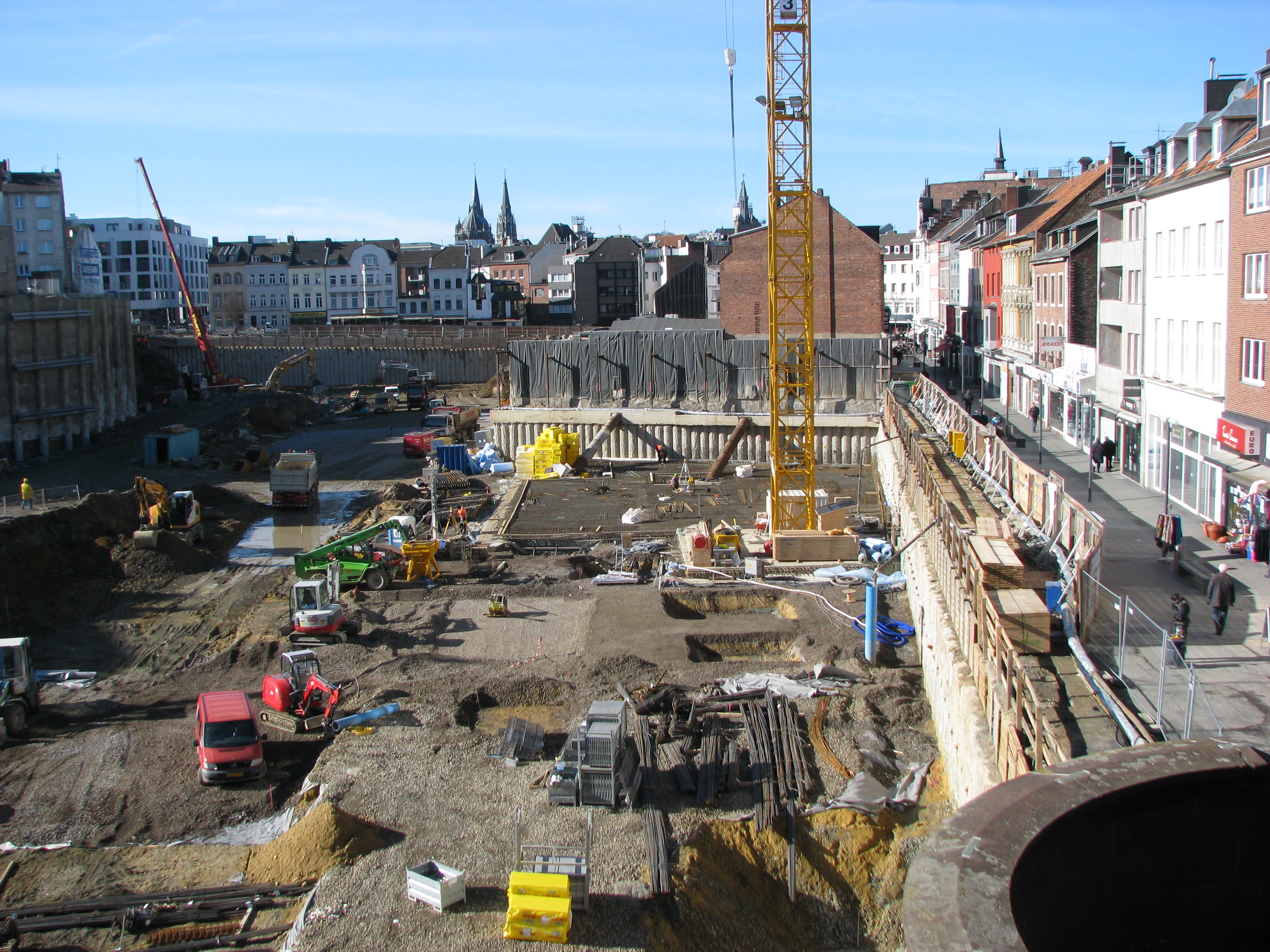
Baustelle des Aquis Plaza im Februar 2014

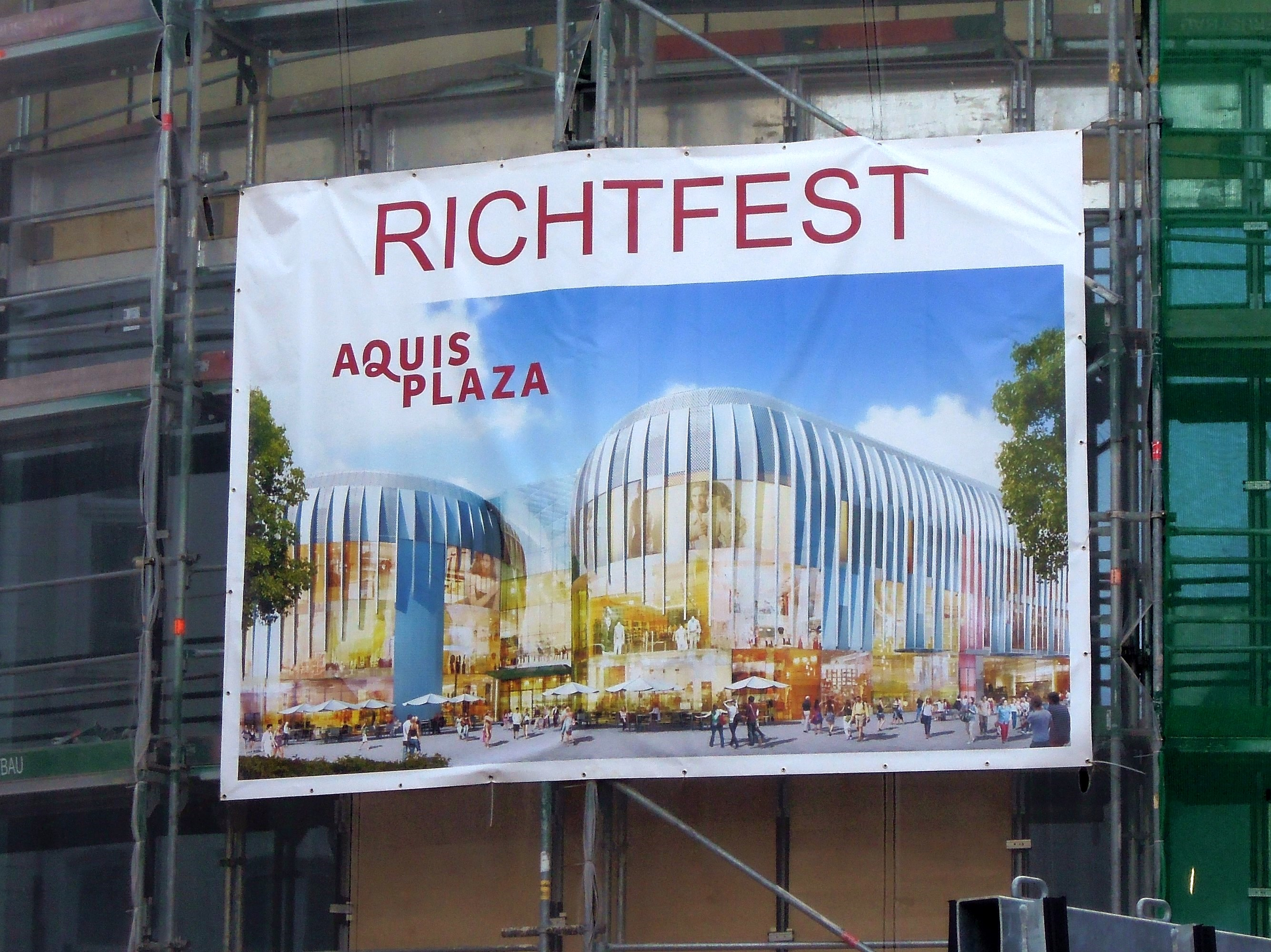
Plakat zum Richtfest

Der Planungsausschuss der Stadt Aachen hatte Mitte 2008 die Offenlage des Bebauungsplans zum Bau des so genannten Aquis Plaza (zuvor Kaiserplatz-Galerie), eines dreigeschossigen verglasten Einkaufszentrums mit 29.000 m² Verkaufsfläche und 2000 m² Gastronomiefläche (Food-Court) in der Fußgängerzone Adalbertstraße (mit zwei Haupteingängen an Kaiserplatz und Willy-Brandt-Platz) beschlossen. Die Eröffnung war ursprünglich für das Frühjahr 2009 vorgesehen, musste jedoch auf Herbst 2015 verschoben werden. Die Stadt wünschte die Ansiedlung hochwertiger Fachgeschäfte, die das Viertel optisch, funktional und wirtschaftlich aufwerten sollen. Auch sollte in dem Bereich ein Parkhaus mit höchstens 630 Stellplätzen entstehen.
Mitte 2007 wurde für den Neubau mit den Abrissarbeiten begonnen. Unter anderem wurde das Kino Gloria-Palast, ein Bau der 1950er-Jahre, der seit einigen Jahren leer stand, niedergelegt.
Durch eine Stadtratsentscheidung wurde der vorhabenbezogene Bebauungsplan am 18. Februar 2009 verabschiedet. Der geschlossene Durchführungsvertrag sah gestufte Fristen für eine Durchführung des Projektes vor. Die Stellung des Bauantrages hatte innerhalb einer Frist von 12 Monaten zu erfolgen.
An den Bau des Einkaufszentrums wurden mehrere Bedingungen geknüpft. So sollte unter anderem für den Verlust von Wohnraum bis spätestens fünf Jahre nach dem Vertragsabschluss insgesamt 3.000 Quadratmeter neuer Wohnraum im Bereich der Harscampstraße (1.200 Quadratmeter) und innerhalb des Alleenrings (1.800 Quadratmeter) geschaffen werden. Ebenso musste ein neues Verkehrskonzept für den Kaiserplatz, die Parkhauszufahrt zum Aquis Plaza und die Umgehungsstraße um St. Adalbert entwickelt werden.

## Geschichte
Laut eigenen Angaben erreichte das Aquis Plaza Anfang 2017 rund 25.000 Besucher pro Tag.
Das Restaurant „Times“ mit 450 Quadratmetern Gastronomiefläche schloss 14 Monate nach der Eröffnung aus Kundenmangel. Ebenfalls schlossen seitdem das auf 2 Etagen gelegene Eiscafé „La Luna“ sowie das Café „Aixpresso“.
Nach schweren Unwettern am 29. Mai 2018 wurde der Keller des Aquis Plazas etwa eineinhalb Meter hoch überschwemmt, die unterirdische Einfahrt zum Parkhaus war mehrere Stunden lang nicht befahrbar.
Im November 2022 standen im Aquis Plaza 14 Geschäftsflächen leer.

## Gegner

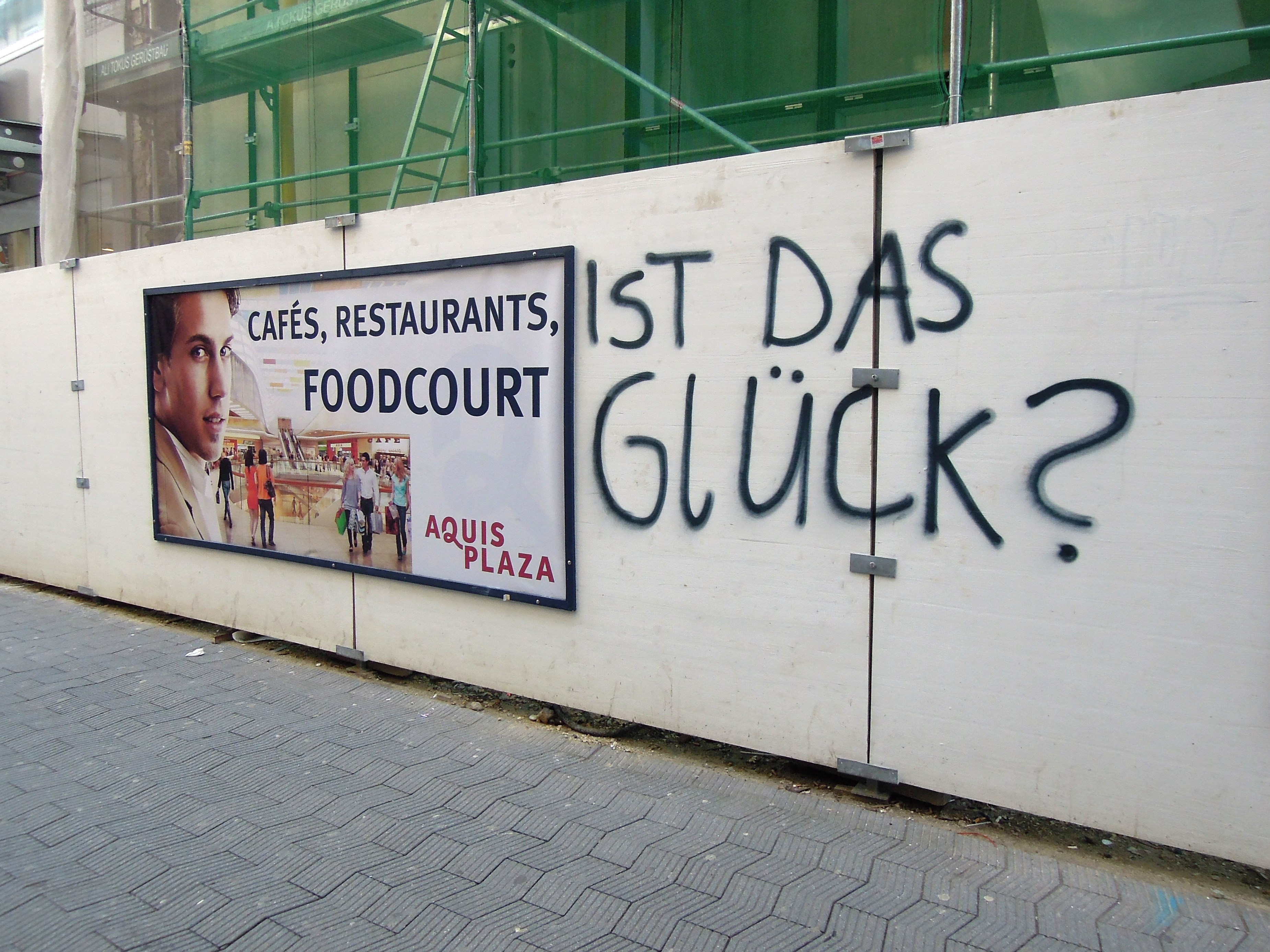
Kritische Stimmen am Bauzaun

Als Gegenargumente waren die Auswirkungen auf die bestehende Einzelhandelsstruktur sowie denkmal- und umweltschutzrechtliche Faktoren diskutiert worden. Zu den umweltschutzrechtlichen Faktoren sind hier insbesondere die damals kritischen Luft- und Lärmwerte rund um den Kaiserplatz zu zählen. Aus Sicht des Denkmalschutzes wurde ein erheblicher Eingriff in ein seit dem Mittelalter gewachsenes Viertel vorgenommen. Aber auch Fledermausquartiere in damals bestehender, maroder Bausubstanz wurden als Argument angeführt. Zusätzlich wurde von Kritikern der Verkauf eines Straßenabschnittes der Straße Adalbertsberg, einhergehend mit dem Verlust eines historischen Straßenverlaufs, als problematisch angesehen.
Mitte August 2008 hatte sich die Bürgerinitiative „Kaiserplatzgalerie – aber anders!“ gegründet, die mit einem Bürgerbegehren eine Änderung der Planung und den Verzicht auf den Verkauf eines Teils der Straße Adalbertsberg erreichen wollte.
Die Initiative wurde im Januar 2010 in „Kaiserplatzgalerie? – Nein danke!“ umbenannt und verfolgte seitdem das Ziel, die Stadtverwaltung zu einem Überdenken der Unterstützung für das Projekt zu bewegen. Als Grund wurden die negative Wirkung auf das angrenzende Viertel durch die jahrelangen Verzögerungen des Baubeginns und die fehlende Berücksichtigung von Änderungsvorschlägen bei der Planung angeführt. Außerdem gab es die Befürchtung, mit Eröffnung einer neuen Galerie die Geschäfte in den Aachen Arkaden schließen würden. Die ursprünglichen Forderungen der Initiative blieben innerhalb der Stadtratsentscheidungen unberücksichtigt.

Eröffnung
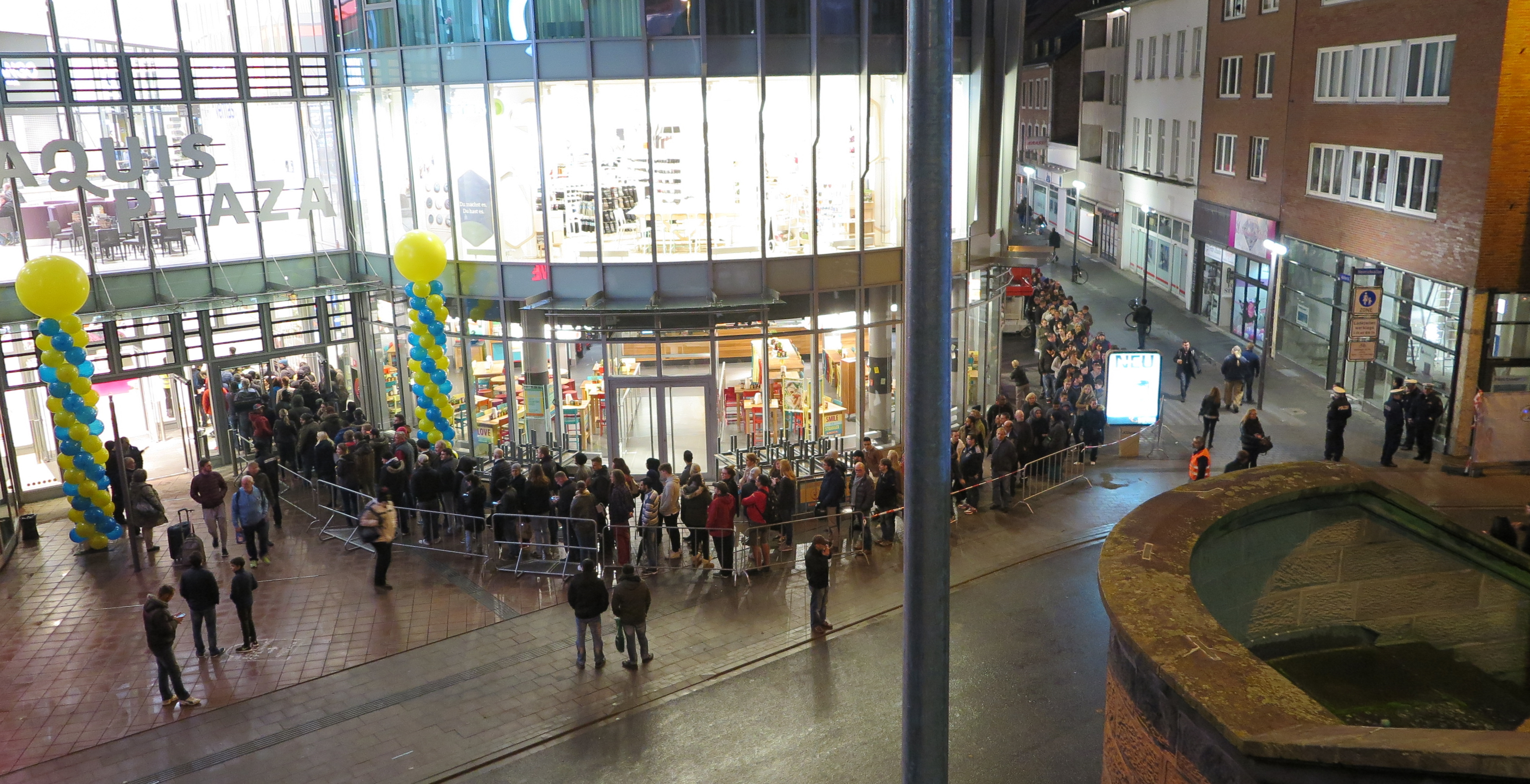
300 m Warteschlange zur Eröffnung von Saturn im Aquis Plaza morgens um 6 Uhr
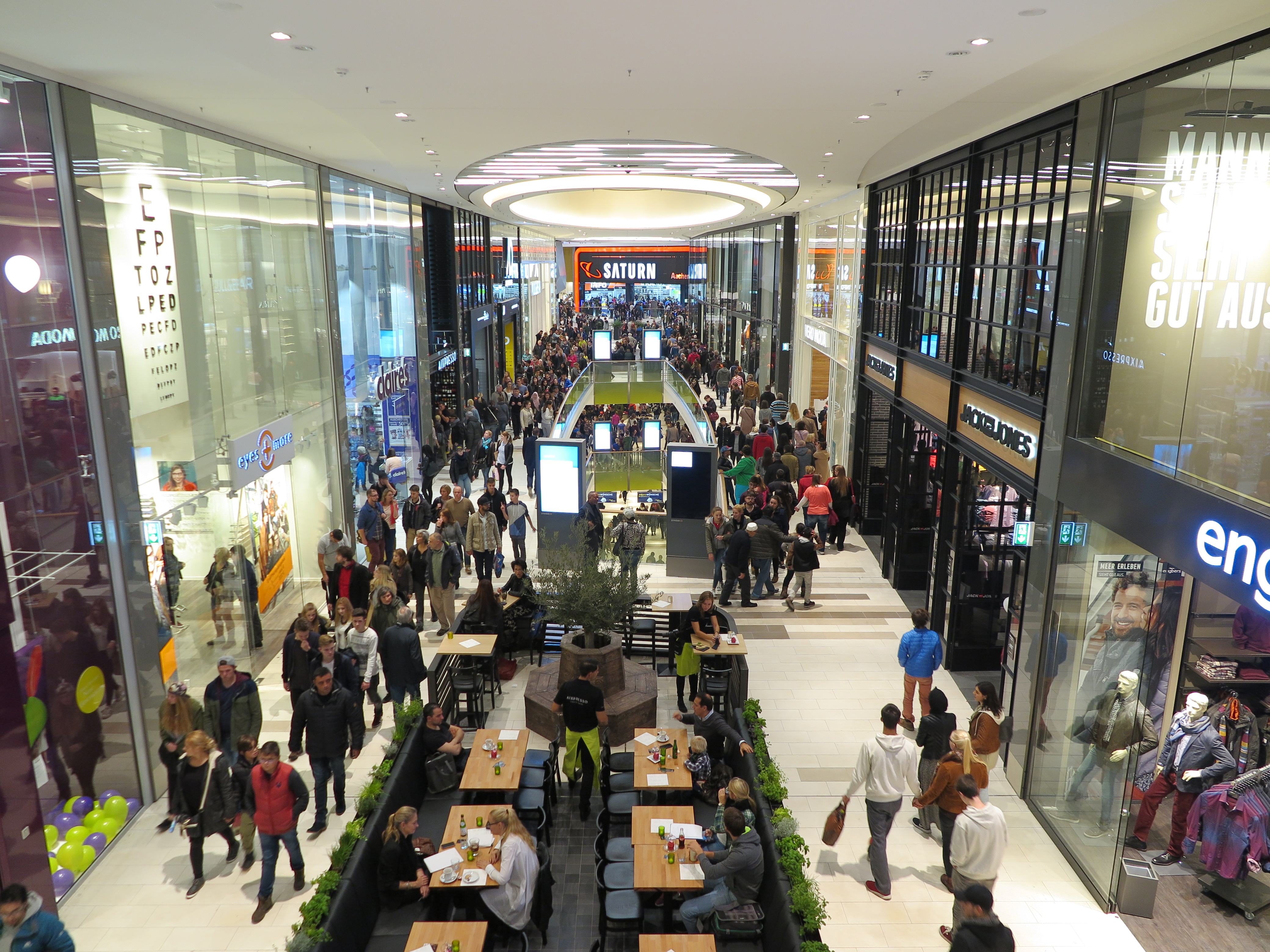
1. Obergeschoss
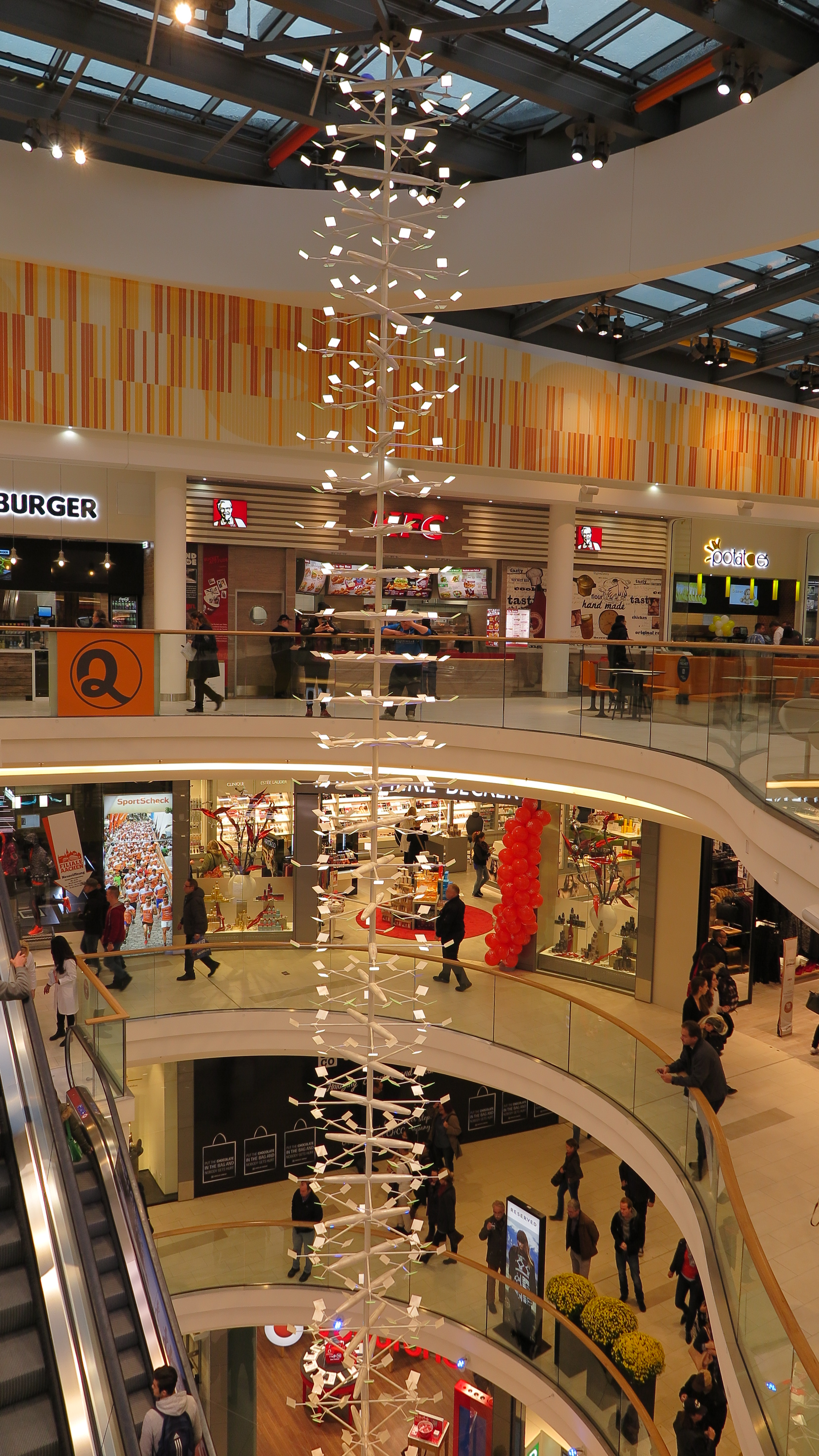
OLED – Beleuchtung über vier Etagen
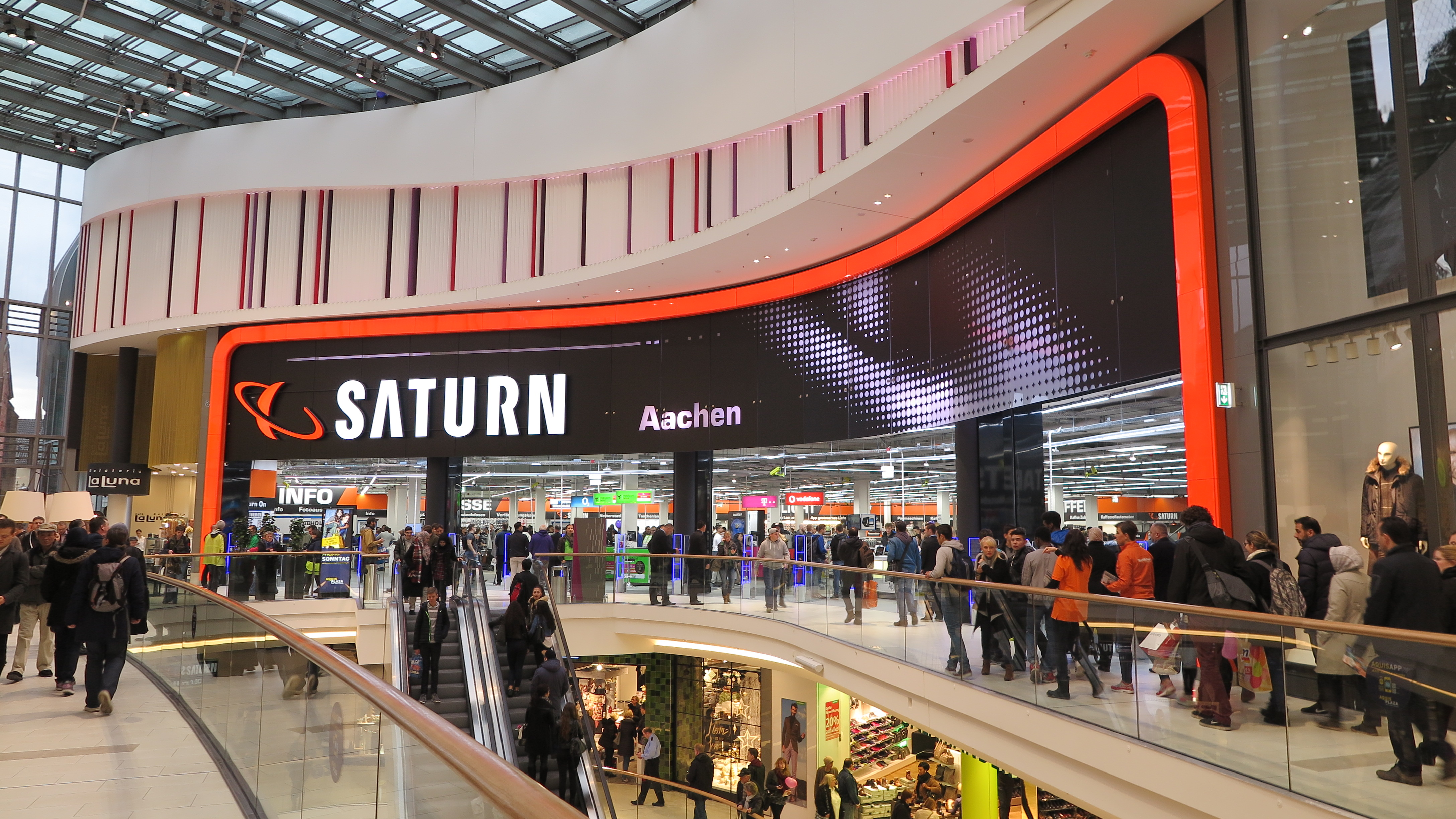
Saturn
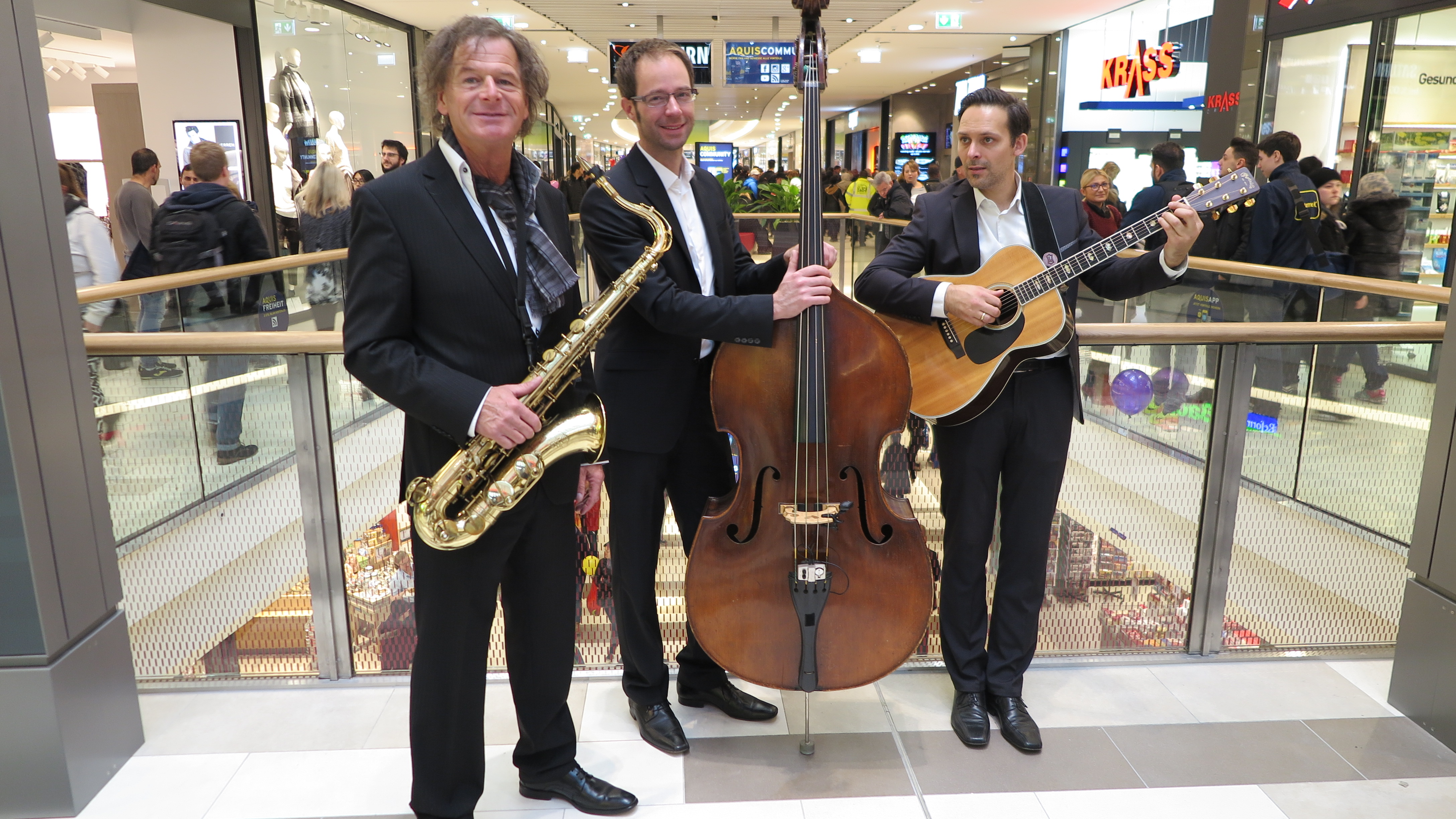
Musiker zur Eröffnung
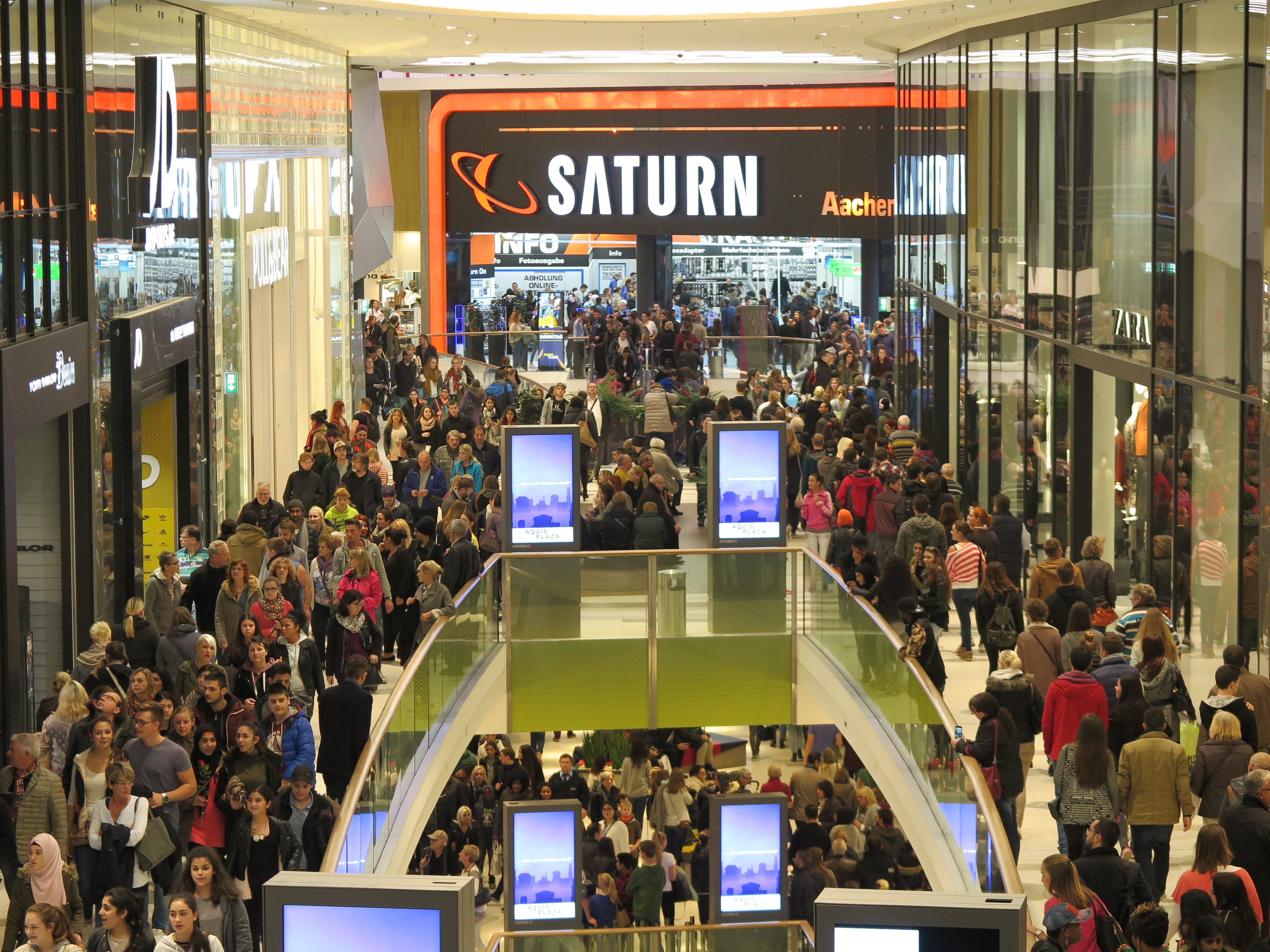
Kundenansturm